# Ardelia deserta
Ardelia deserta är en insektsart som först beskrevs av Melichar 1906.  Ardelia deserta ingår i släktet Ardelia och familjen sköldstritar. Inga underarter finns listade i Catalogue of Life.